# バーナード・ルイス
バーナード・ルイス（Bernard Lewis, 1916年5月31日 - 2018年5月19日）は、イギリスのユダヤ系歴史学者。プリンストン大学名誉教授。専門はイスラム・中東史。

## 人物
1916年、ロンドン生まれ。ロンドン大学東洋アフリカ研究学院（SOAS）卒業。第二次世界大戦中、イギリス外務省に勤務する。戦後、母校のロンドン大学教授に就任。1974年からプリンストン大学教授となった。

## 受賞・栄典
- 1978年：ハーヴェイ賞受賞。

## 研究内容・業績・影響
- 中東の中世イスラム史の研究から出発し、渡米後は、時事評論に活動の場を広げた。アメリカの中東・イスラム観の形成に大きな影響を及ばした。アメリカのイスラム研究における権威といわれる。当初はイスラームに対する肯定的な研究で名高く、マルクス主義的な第三世界としてのイスラム世界の研究者で知られた[1]。しかし、次第に「没落」したとして近代のイスラーム文明に否定的な論調を見せ始め、1978年にはポストコロニアル理論研究者のエドワード・サイードにより[2]、西洋文明優越主義的な観点から後進的なイスラム世界のイメージを普及させる「オリエンタリスト」と批判されている。
- 1990年に発表した『ムスリムの怒りの起源』というエッセイは「イスラム原理主義」の最初の使用例とされ[3]、その中の「文明の衝突」という言葉はサミュエル・P・ハンティントンに影響を与えたとされる[4]。
- ジョージ・W・ブッシュ政権の中東政策に影響を与え[5]、ディック・チェイニーから賞賛される[6]などネオコンを支えるイデオローグといった一面も見せている。

## 著書

### 単著
- The Arabs in History, (Hutchinson, 1950).

林武・山本元孝訳『アラブの歴史』（みすず書房, 1967年、新版1985年ほか）
- The Emergence of Modern Turkey, (Oxford University Press, 1961).
- Istanbul and the Civilization of the Ottoman Empire, (University of Oklahoma Press, 1963).
- The Middle East and the West, (Indiana University Press, 1964).
- The Assassins: A Radical Sect in Islam, (Weidenfeld and Nicolson, 1967).

加藤和秀訳『暗殺教団―イスラームの過激派』（新泉社, 1973年）
- Race and Color in Islam, (Harper & Row, 1971).
- Islam in History: Ideas, Men and Events in the Middle East, (Library Press, 1973).
- History: Remembered, Recovered, Invented, (Princeton University Press, 1975).
- Studies in Classical and Ottoman Islam, 7th-16th Centuries, (Variorum Reprints, 1976).
- The Muslim Discovery of Europe, (Weidenfeld and Nicolson, 1982).

尾高晋己訳『ムスリムのヨーロッパ発見』（春風社（上・下）, 2000年-2001年）
- The Jews of Islam, (Princeton University Press, 1984).
- Semites and Anti-Semites: An Inquiry into Conflict and Prejudice, (Norton, 1986).
- The Political Language of Islam, (University of Chicago Press, 1988).
- Race and Slavery in the Middle East: An Historical Enquiry, (Oxford University Press, 1990).
- Islam and the West, (Oxford University Press, 1993).
- The Shaping of the Modern Middle East, (Oxford University Press, 1994).
- The Middle East: 2000 Years of History from the Rise of Christianity to the Present Day, (Weidenfeld & Nicolson, 1995).

白須英子訳『イスラーム世界の二千年――文明の十字路中東全史』（草思社, 2001年）
新版『中東全史―イスラーム世界の二千年』（ちくま学芸文庫, 2020年）
- The Multiple Identities of the Middle East, (Schocken Books, 1998).
- What Went Wrong?: Western Impact and Middle Eastern Response, (Oxford University Press, 2002).

今松泰・福田義昭訳『イスラム世界はなぜ没落したか？――西洋近代と中東』（日本評論社, 2003年）
- The Crisis of Islam: Holy War and Unholy Terror, (Modern Library, 2003).

中山元訳『聖戦と聖ならざるテロリズム――イスラームそして世界の岐路』（紀伊國屋書店, 2004年）
- From Babel to Dragomans: Interpreting the Middle East, (Oxford University Press, 2004).

### 編著
- Islam: From the Prophet Muhammad to the Capture of Constantinople, 2 vols., (Harper & Row, 1974).
- Islam and the Arab World: Faith, People, Culture, (Alfred A. Knopf, 1976).

### 共編著
- Historians of the Middle East, co-edited with P. M. Holt, (Oxford University Press, 1962).
- The Cambridge History of Islam, 2 vols., co-edited with P. M. Holt and Ann K. S. Lambton, (Cambridge University Press, 1970).
- Christians and Jews in the Ottoman Empire: the Functioning of a Plural Society, co-edited with Benjamin Braude, (Holmes & Meier Publishers, 1982).
- Muslims in Europe, co-edited with Dominique Schnapper, (Pinter, 1994).